# Thomasomys cinnameus
Thomasomys cinnameus är en gnagare i släktet paramoråttor som förekommer i norra Anderna.

## Utseende
Arten är med en kroppslängd (huvud och bål) av 82 till 90 mm, en svanslängd av 110 till 128 mm och en vikt av 14 till 19 g liten jämförd med de flesta andra paramoråttor. Bakfötterna är 21 till 23 mm långa och öronen är 14 till 16 mm stora. Den mjuka och långa pälsen har en kännetecknande kanelbrun färg och ovansidan är mörkare än undersidan. Vid bålens sidor har pälsen ungefär samma färg som lera. På ryggens mitt är de längsta håren 10 mm långa. Thomasomys cinnameus har ganska långa morrhår som når öronens framkant när de böjs bakåt. På svansen förekommer endast tunna hår och bakfötterna är smala. Svansen och alla fyra fötter har en färg som hos torkade kryddnejlikor.

## Utbredning
Utbredningsområdet sträcker sig från departementet Antioquía i Colombia till provinsen Azuay i Ecuador. Denna gnagare lever i regioner som ligger 2400 till 3800 meter över havet. Liksom andra släktmedlemmar vistas den främst i buskstäppen Páramo. Thomasomys cinnameus besöker ibland regnskogar i Andernas låga delar, molnskogar, växtlighet som domineras av buskar och träd av släktet Polylepis, dvärgskog och myr.

## Ekologi
Individerna är nattaktiva och de vistas vanligen på marken. Några exemplar dokumenterades på överhängande klippor i ett lavafält som var täckta med mossa. Andra individer registrerades i träd med många epifyter. Fortplantningen sker antagligen under den torra perioden i augusti.

## Taxonomi
Efter artens vetenskapliga beskrivning av Harold Elmer Anthony under året 1924 var Thomasomys cinnameus fram till återupptäckten 1988 försvunnen. Avhandlingar från 1961 och 1993 listade gnagaren som synonym till Thomasomys gracilis. Nyare studier godkänner Thomasomys cinnameus som art.

## Bevarandestatus
I begränsade områden påverkas beståndet negativt av skogsröjningar. Thomasomys cinnameus kan anpassa sig till måttliga landskapsförändringar och den hittas i flera skyddszoner. IUCN listar arten som livskraftig (LC).